# BB 4730
Les BB 4730 sont une série d'anciennes locomotives électriques issues de la transformation de BB Compagnie du Midi BB 4200 et BB 4700 (de la troisième génération des BB Midi). Transformées de 1975 à 1979, elles étaient utilisées comme locomotives de manœuvres, y remplaçant des BB 4600 victimes de casse mécaniques à cause de ce service intensif.
Elles seront les dernières BB 4200/4700 en service.

## Machines conservées (2005)
- BB 4232 (ex-BB 4716) : à Séméac chez Alsthom
- BB 4736 (ex-BB 4202) : à Tarascon-sur-Ariège
- BB 4769 (ex-BB 4701) : à Vitry-sur-Seine puis sous la rotonde de Mohon

## Modélisme
Les BB 4730 (tout comme les BB 4700 et 4200) ont été reproduites en HO par l'artisan Amf87 sous forme de transkit en résine à monter sur une locomotive Roco type BB 4100/4600 ou BB 900.